# Маки (Кентаки)
Маки (енгл. McKee) град је у америчкој савезној држави Кентаки.

## Демографија
По попису из 2010. године број становника је 800, што је 78 (-8,9%) становника мање него 2000. године.
| Група             | 2000.       | 2010.       |
| Белци             | 873 (99,4%) | 788 (98,5%) |
| Афроамериканци    | 1 (0,1%)    | 1 (0,1%)    |
| Азијати           | 0 (0,0%)    | 1 (0,1%)    |
| Хиспаноамериканци | 1 (0,1%)    | 3 (0,4%)    |
| Укупно            | 878         | 800         |